# Арно Бьоч
Арно Бьоч (на френски: Arnaud Boetsch) е френски тенисист.

## Биография
Арно Бенжамен Бьоч е роден на 1 април 1969  г. в Меулан-ен-Ивелин, Франция.

## Кариера
Арно Бьоч е известен със стилния си бекхенд с една ръка, той печели три титли в кариерата си. Достига най-високо класиране на сингъл в ATP, до номер 12 в света през април 1996 г.
Бьоч достига четвъртия кръг по веднъж във всеки от четирите турнира от Големия шлем между 1991 и 1996 г., като по-специално победи Рихард Крайчек в пет сета на Уимбълдън през 1992 г. Крайчек печели титлата четири години по-късно.
Бьоч представя Франция на Летните олимпийски игри през 1996 г. в Атланта, победен е във втория кръг от Серхи Бругера.
В момента той е директор „Комуникации и имидж“ в производителя на часовници Rolex1.

## Кариерна статистика

### ATP финали (3 титли; 10 финала)
|        | П–З | Година | Турнир                | Клас           | Настилка  | Опонент           | Резултат            |
| ------ | --- | ------ | --------------------- | -------------- | --------- | ----------------- | ------------------- |
| Загуба | 0–1 | 1991   | Европа Индор          | Световни серии | Килим (з) | Петер Корда       | 3–6, 4–6            |
| Загуба | 0–2 | 1992   | ATP Болцано           | Световни серии | Килим (з) | Томас Енквист     | 2–6, 6–1, 6–7(7–9)  |
| Победа | 1–2 | 1993   | Росмален Чемпиъншипс  | Световни серии | Трева     | Уоли Масур        | 3–6, 6–3, 6–3       |
| Победа | 2–2 | 1993   | Тулуза Гран При       | Световни серии | Твърда    | Седрик Пиолин     | 7–6(7–5) , 3–6, 6–3 |
| Загуба | 2–3 | 1994   | Оупън 13              | Световни серии | Килим (з) | Марк Росе         | 6–7(6–8), 6–7(4–7)  |
| Загуба | 2–4 | 1994   | Острава Оупън         | Световни серии | Килим (з) | Маливай Уошингтън | 6–4, 3–6, 3–6       |
| Загуба | 2–5 | 1995   | Аделаида Интернешънъл | Световни серии | Твърда    | Джим Къриър       | 2–6, 5–7            |
| Победа | 3–5 | 1995   | Тулуза Гран При       | Световни серии | Твърда    | Джим Къриър       | 6–4, 6–7(5–7), 6–0  |
| Загуба | 3–6 | 1995   | Стокхолм Оупън        | Световни серии | Килим (з) | Томас Енквист     | 5–7, 4–6            |
| Загуба | 3–7 | 1996   | Сюд дьо Франс Оупън   | Световни серии | Килим (з) | Евгени Кафелников | 5–7, 3–6            |